# 定山渓鉄道モ100形電車
定山渓鉄道モ100形電車（じょうざんけいてつどうモ100がたでんしゃ）は、定山渓鉄道（現：じょうてつ）がかつて所有していた鉄道路線（定山渓鉄道線）に在籍した電車の1形式。1929年の電化開業に合わせて登場した、北海道初の大型郊外電車である。
この項目では、増備車のモ200形や、モ100形の車体更新車であるモ2100形についても解説する。

## 概要
1918年10月17日に開通した定山渓鉄道は、明治時代から本格的な開発が始まった温泉地・定山渓への交通機関として活況を呈し、沿線の通勤・通学客に加え観光客の利用も増加の一途を辿っていた。開業当時非電化路線であった定山渓鉄道では蒸気機関車が牽引する客車列車が旅客輸送の主体であったが、急増する乗客に対応するには不十分であり、鉄道省の客車を借り入れる事態となっていた。そこで、輸送力増強のため全線を電化する計画が具体化し始めた。当初は札幌市電と同規格の小型電車を導入し、市電への直通運転の実施も検討されていたが、今後の札幌市の発展予測や積雪時の排雪力を踏まえ、大型規格の郊外電車を使用する事となった。そして1929年に新潟鐵工所で製造されたのが100形である。
全長は15.4 m、半鋼製の車体を有していた100形は、製造当時の東日本地域における最新鋭の電車として注目を集めた。運転台は車体両側に存在し、車体前面は非貫通・3枚窓の形状であった。定員は100人で、車内は全席ロングシートだった。歯車比は定山渓鉄道線内に存在する最高25‰の勾配に加え、冬季にスノープラウを設置して除雪を行う事を考慮し、4.69（75:16）と高い数値に設定された。台車は新潟鐵工所が製造したボールドウィン台車のデッドコピー品を用いた。営業運転に備えて4両（101 - 104）が製造された。

## 運用
1929年10月25日の直流1,500 Vによる電化開業に合わせ、東札幌駅 - 定山渓駅間で営業運転を開始した。更に1931年7月25日からは札幌市内や鉄道省利用客からの利便性を向上させるため、北海道鉄道の苗穂駅 - 東札幌駅間を電化した上で直通運転を行うようになった。同年時点で100形を使用した電車列車の本数は1日15往復で、電化以前と比べて列車本数が増加したこともあり利用客はますます増える事となった。一方、営業開始の翌年となる1930年には、不均整な制動シューの摩耗を防ぐため制動装置の改造が実施されている。
その後、満州事変を経て更に定山渓温泉へ向かう観光客が多数利用するようになった事を受け、1933年6月に増備車両となる200形（201）が導入された。製造メーカーが日本車輌製造へと変わり、車体寸法や重量、台車など一部に差異はあったが、車体の形状や定員、性能は100形とほぼ同じだった。
以降は両形式とも第二次世界大戦中・戦後を通して活躍を続けたが、戦後の車両増備に合わせて近代化が行われる事となり、100形は1955年9月27日付で101・104が、翌1956年1月18日付で102・103が車体更新という形でモ2100形へ改造され、残った200形についても1964年にモ2300形（2301）へと改造された事で両形式とも消滅した。塗装は両形式とも最後までフェザントグリーン1色塗りだった。
これらの改造の際に破棄された旧車体のうち、100形1両分については北海道旭川市に路面電車網を有していた旭川電気軌道へ譲渡され、新造された台車や機器と組み合わされた上で「モハ501」として使用された。また、モ2100形への改造の際に捻出された制御器はサハ600形の制御車化（クハ600形）の際に活用された。
また、モ100形のうち、もう1両に関しては、弘南鉄道電化時に南海電気鉄道より譲渡されたデニホ10の鋼体化改造に利用され、弘南鉄道モハ2210となった。6年後の昭和36年6月、弘南鉄道の架線電圧変更に伴って廃車され、同年9月に日立電鉄へ譲渡。2年後に中間扉の増設工事を受け、さらに昭和46年8月には車体更新工事により窓アルミサッシ化、昭和54年5月に廃車となった。。

## モ2100形
モ100形の台車や電気機器を流用し、日本車輌製造東京支店で作られた新造車体と組み合わせる形で製造された形式。車歴上はモ100形の「改造」扱いだった。1954年に登場したモハ1201・クハ1211と同様に前面は湘南型と呼ばれる半流線形の2枚窓であった一方、運転台は片側のみに設置され、他車と連結する形で営業運転に就いた。車体についてもモ1201・ク1211に存在した窓下のウインドウ・シルが取り付けられていなかった。集電装置（パンタグラフ）は各車両の運転台側に存在した。主要機器はモ100形のものが継続して使用されたが、最高速度が引き上げられた代わりに歯車比は3.14（69:22）に変更された。
2101（←101）・2102（←104）は1955年、2103（←102）・2104（←103）は1956年から営業運転を開始した。奇数番号の車両は豊平駅・東札幌駅側、偶数番号は定山渓駅側に運転台が設置されており、主に同形式による2両編成で運用されていたが、他車との混結運用となる場合もあった。塗装は登場当初は100形と同様のフェザントグリーン1色塗りだったが、後に全体がアイボリー、窓回りがスカーレットという塗り分けに変わった。
利用客の減少に加えて札幌市営地下鉄建設に伴う用地売却に伴い、定山渓鉄道線は1969年に廃止されたが、10月29日から最終運転日の10月31日の間、2103 + 2104は前面や側面に「さようなら」等のメッセージ入り看板が設置されその周りを多数の造花で彩った花電車となり、各種臨時列車に加え、最後の旅客列車となった10月31日22時40分発・豊平発定山渓行きにも使用された。
その後、2103 + 2104は11月9日に旧豊平駅で記念部品即売会の会場として使用され、以降は2101 + 2102と共に他社への譲渡は行われず解体された。